# 코나미 SCC
코나미 SCC(Sound Custom Chip, Sound Creative Chip)는 코나미와 야마하가 개발한 사운드 칩으로 주로 MSX의 빈약한 PSG사운드를 보강하기 위해 사용되었으며 정식이름은 K051649다.
1987년 발매된 MSX용 그라디우스2를 시작으로 많은 게임에서 사용되었으며 악마성 드라큘라, City Bomber, Hexion, Nyan Nyan Panic 같은 오락실 게임에도 사용되었으며 칩 표면에 KONAMI 051649 2212P003로 표기되어 있다.
SCC는 기초적인 5채널 8비트 웨이브테이블 음원으로 메모리 맵퍼를 가지고 있으며 각 채널마다
- 32바이트의 웨이브폼(waveform)
- 12비트의 주파수
- 4비트의 볼륨
- 1비트의 on/off 스위치

를 컨트롤 할 수 있다. 내장 메모리가 128바이트라서 4번과 5번 채널은 웨이브폼을 공유한다.
발전된 버전으로 SCC+(SCC-I 2312P001)가 있는데 스내쳐와 SD 스내쳐에 사용되었다.
SCC와의 차이점은 4, 5번채널이 독립되었으며 64kB의 메모리를 가지고 있다.(128kB로 확장 가능)
게임 외에도 SCC용 시퀀서 프로그램으로 MuSICA가 있다.

## SCC지원 게임
- 롬 카트리지 게임
  - F1 Spirit / A1 Spirit (MSX)
  - 고퍼의 야망 Episode 2 /Nemesis 3 (MSX)
  - 그라디우스 2 / Nemesis 2 (MSX)
  - King's Valley 2 (MSX, MSX2)
  - 파로디우스 (MSX)
  - 사라만다 (MSX)
  - 콘트라 / Gryzor (MSX2)
  - 격돌 페넌트레이스 (MSX2)
  - 격돌 페넌트레이스 2 (MSX2)
  - 메탈 기어 2 - 솔리드 스네이크 (MSX2)
  - Quarth (MSX2)
  - 스페이스 맨보우 (MSX2)
- 디스크 게임
  - 코나미 게임 컬렉션 1 (MSX)
  - 코나미 게임 컬렉션 2 (MSX)
  - 코나미 게임 컬렉션 3 (MSX)
  - 코나미 게임 컬렉션 4 (MSX)
  - 코나미 게임 컬렉션 Special (MSX2)
  - SD 스내쳐 (MSX2)
  - 스내쳐 (MSX2)

## 참고 링크
- The Ultimate MSX FAQ - SCC 페이지
- Konami SCC Sound Chip